# Kasteel van Maisons-Laffitte

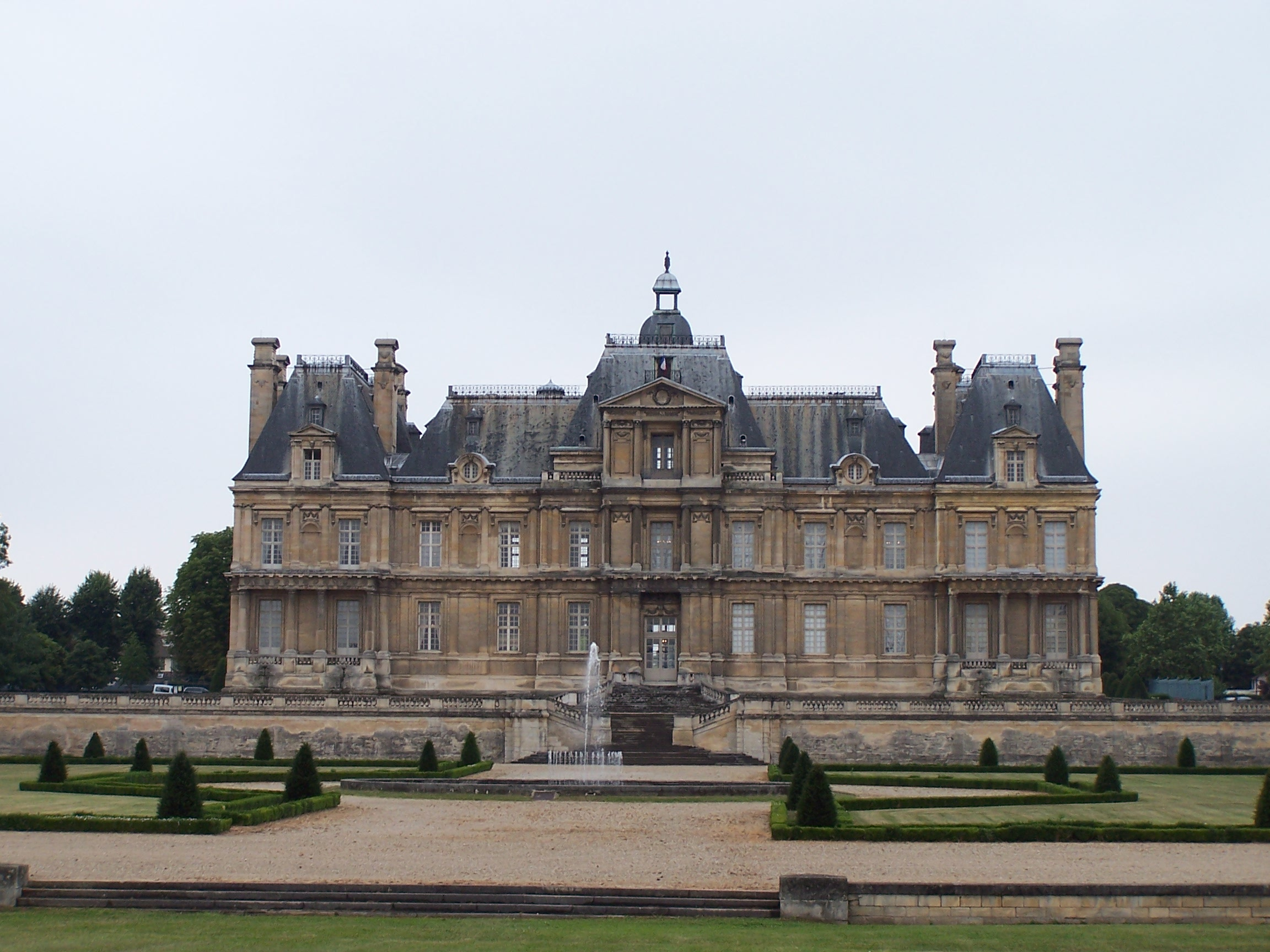
Kasteel van Maisons-Laffitte, tuinzijde

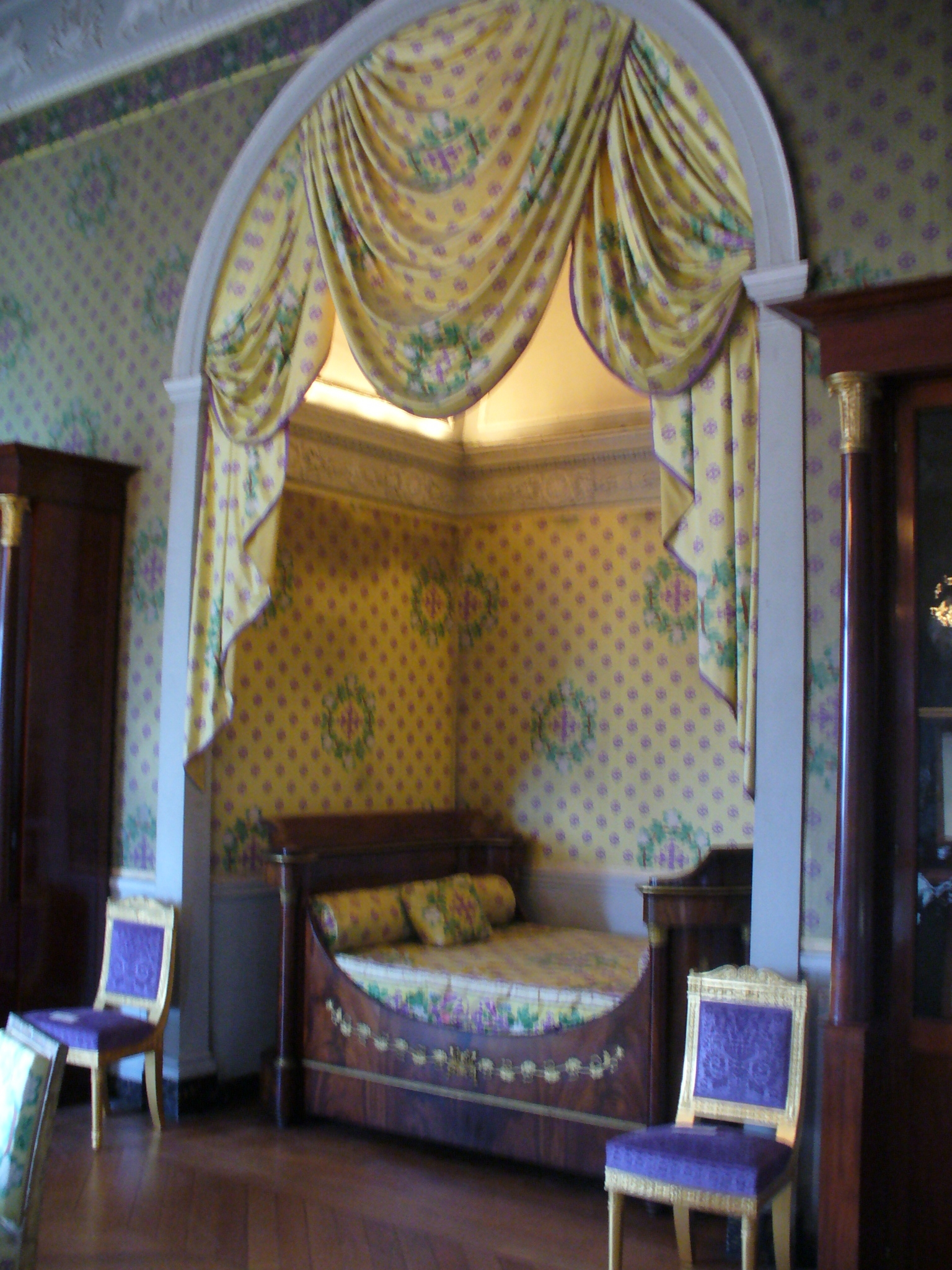
slaapkamer

Het Kasteel van Maisons-Laffitte (Frans: Château de Maisons-Laffitte) is een 17e-eeuws kasteel in het dorp Maisons-Laffitte in het Franse departement Yvelines, Île-de-France.
Het kasteel werd gebouwd door François Mansart, de Architect des Konings. Het dateert uit de eerste helft van de 17e eeuw. Het is een voorbeeld van Franse barok en was de verblijfplaats van Karel X van Frankrijk, graaf van Artois (1777).

## In media
Het kasteel werd gebruikt als decor voor de film Dangerous Liaisons.